# (400254) 2007 RC
(400254) 2007 RC es un asteroide perteneciente al cinturón de asteroides, descubierto el 1 de septiembre de 2007 por Gary Hug desde el Observatorio Farpoint, Kansas, Estados Unidos.

## Designación y nombre
Designado provisionalmente como 2007 RC.

## Características orbitales
2007 RC está situado a una distancia media del Sol de 2,313 ua, pudiendo alejarse hasta 2,766 ua y acercarse hasta 1,860 ua. Su excentricidad es 0,195 y la inclinación orbital 3,664 grados. Emplea 1285,44 días en completar una órbita alrededor del Sol.

## Características físicas
La magnitud absoluta de 2007 RC es 18.